# Расселвилл (Кентукки)

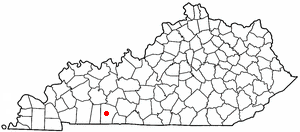

Ра́сселвилл (англ. Russellville) — город и окружной центр округа Логан, штат Кентукки, США. Численность населения по переписи 2010 года составляет 6947 человек. Своё название город получил от имени генерала Уильяма Расселла.

## История

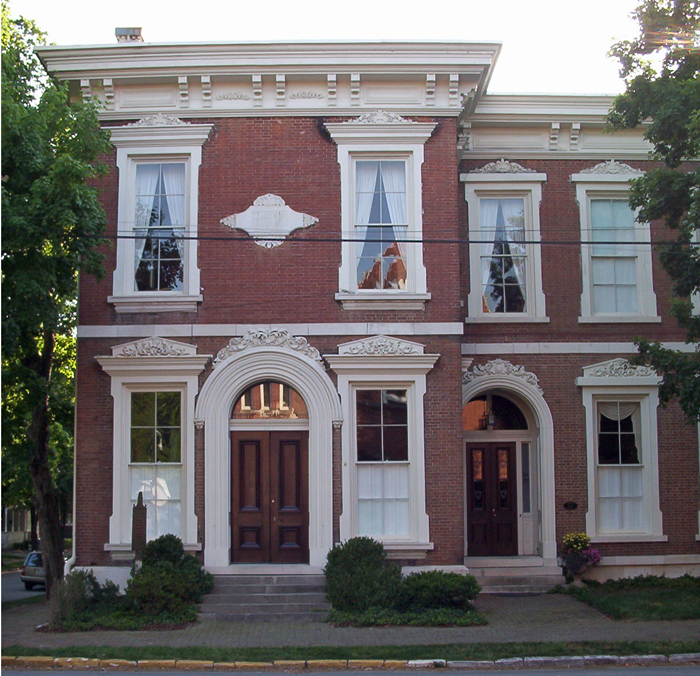

Между прибытием первых поселенцев в 1790 году и объединением города в 1798 году, Расселвилл имел несколько названий: «станция Кука», «Логан Корт-Хаус», «Гавань жуликов» и «Весна большого кипения». Переселенцы решили назвать город в честь генерала Уильяма Расселла. В 1801 году город вошёл в состав округа Логан. Несколько строений Расселвилла входят в Национальный реестр исторических мест США.
В 1862 году, во время Гражданской войны, группа сторонников Конфедерации собралась в Расселвилле, чтобы создать правительство Кентукки. Раннее штат объявил о своём нейтралитете, но из Союза он выйти не успел. Конфедеративные Штаты Америки признали это про-конфедеративное правительство.
Грабитель Джесси Джеймс и его банда ограбила Южный депозитный банк в Расселвилле 20 марта 1868 года. Каждый год, в день фестиваля табака, в городе разыгрывается сцена ограбления банка.

## География
Расселвилл расположен на координатах 36°50′33″ с. ш. 86°53′34″ з. д. (36.842601, −86.892661). Согласно бюро переписи населения США город имеет площадь в 27,6 км².

## Демография
По переписи 2000 года в Расселвилле проживает 7,149 человек, имеется 3,064 домохозяйства и 1,973 семьи, проживающих в городе. Плотность населения 259.4 чел./км ². В городе 3,458 единицы жилья со средней плотностью 125.5 чел./км². Расовый состав состоит из 78,64 % белых, 18,62 % афроамериканцев, 0,39 % коренных американцев, 0,36 % азиатов, 0,03 % выходцев с тихоокеанских островов, 0,57 % других рас и 1,38 % — две или более рас. Латиноамериканцев любой расы — 1,58 %.
В городе существует 3,064 домохозяйства, в которых 27,4 % семей имеют детей в возрасте до 18 лет, проживающих с ними, имеется 43,4 % супружеских пар, живущих вместе, 17,4 % женщин проживают без мужей, а 35,6 % не имеют семьи. 32,6 % всех домохозяйств состоят из отдельных лиц и 15,8 % являются одинокие люди в возрасте 65 лет и старше. Средний размер домохозяйств 2.26, средний размер семьи 2.84.
В городе проживает 23,7 % населения в возрасте до 18 лет, 9,0 % с 18 до 24 лет, 25,1 % с 25 до 44 лет, 24,3 % от 45 до 64 лет и 18,0 % от 65 лет и старше. Средний возраст составляет 39 лет. На каждые 100 женщин приходится 82.6 мужчин, а на каждые 100 женщин в возрасте 18 лет и старше насчитывается 79.9 мужчин.
Средний доход на домохозяйство составляет $25,647, средний доход на семью $31,448. Мужчины имеют средний доход $27,529 против $20,032 у женщин. Доход на душу населения в городе равен $15,654. 17,1 % семей или 23,0 % населения живут за чертой бедности, в том числе 37,0 % из них моложе 18 лет и 20,4 % в возрасте 65 лет и старше.

## Известные уроженцы и жители
- Терренс Уилкатт — астронавт НАСА[6]
- Джон Криттенден — Генеральный прокурор США, губернатор Кентукки, сенатор США
- Флетчер Стокдэйл — бывший губернатор Техаса[4]